# Far from the Beaten Track
Far from the Beaten Track est un film muet américain réalisé par Otis Turner et sorti en 1912.

## Fiche technique
- Réalisation : Otis Turner
- Scénario : Otis Turner
- Production : Carl Laemmle
- Date de sortie :
  - États-Unis : 4 mars 1912

## Distribution
- King Baggot : le trappeur
- Vivian Prescott : sa femme
- William Robert Daly : l'étranger